# Setmana Tràgica
|  | Per a altres significats, vegeu «Setmana Tràgica (Argentina)». |

Es coneix com a Setmana Tràgica les revoltes populars que succeïren a Barcelona, i altres ciutats industrials catalanes, entre el 26 de juliol i el 2 d'agost de 1909. El detonant d'aquests fets va ser la mobilització de reservistes per ser enviats al Marroc, on el dia 9 de juliol havia començat la Guerra de Melilla. Arran d'aquests fets (i anteriors incidents amb bombes), la ciutat de Barcelona rebé el malnom de «la Rosa de Foc».

## Causes
La causa detonant del conflicte fou la lleva de reservistes que va fer el govern espanyol per un reial decret el mateix juliol de 1909 per tal d'enviar tropes a Melilla. A banda del fet que la majoria de mobilitzats eren catalans, el fet de mobilitzar altra vegada els reservistes de la lleva posterior al 1903 provocava que els homes cridats fossin ja casats i amb fills per mantenir. El sentiment d'injustícia s'incrementava pel fet que els fills de les famílies riques podien comprar l'exempció d'incorporar-se a files si pagaven 6.000 rals (1.500 pessetes), una quantitat fora de l'abast dels obrers de l'època que cobraven només entre 20 rals (5 pessetes) i 10 rals al dia. A més a més, la Guerra de Melilla, que començava a gestar-se a les places espanyoles del Nord d'Àfrica, era percebuda a Catalunya com una qüestió aliena, pròpia de la política Madrilenya. Fervoroses campanyes mediàtiques van escalfar els ànims, com l'anticolonial d'Antoni Rovira i Virgili a El Poble Català, o la del lerrouxisme (que va atiar l'anticlericalisme i les tensions socials ja existents). De fet, es considerava que el motiu de la campanya militar era el descobriment, l'any anterior, d'unes mines propietat d'una empresa formada pel Comte de Romanones, el Marquès de Comillas i el Comte de Güell.
No obstant això, hi havia també altres causes més profundes. Durant els esdeveniments va brotar l'anticlericalisme latent a la societat catalana: s'acusava el clergat d'estar sempre a favor dels rics i els poderosos. Es criticava la seva ideologia tradicionalment conservadora i el tracte paternalista amb què dispensaven la seva beneficència en aquells temps de crisi. Precisament es criticava el seu suport als sindicats grocs catòlics que frenaven qualsevol iniciativa dels sindicats obrers reivindicatius majoritaris. Però la crítica més contundent que es feia llavors a l'Església era el domini gairebé total que tenia del sistema educatiu; sobretot per part d'aquells sectors progressistes que advocaven per una educació laica per tal d'aconseguir els "homes nous", cultes i científics. En aquest context, el juliol de la Setmana Tràgica el lerrouxisme va atiar amb vehemència l'anticlericalisme amb proclames violentes; en canvi, la repressió governativa posterior a la revolta fou en contra de la ideologia pro escoles laiques.

## A Barcelona

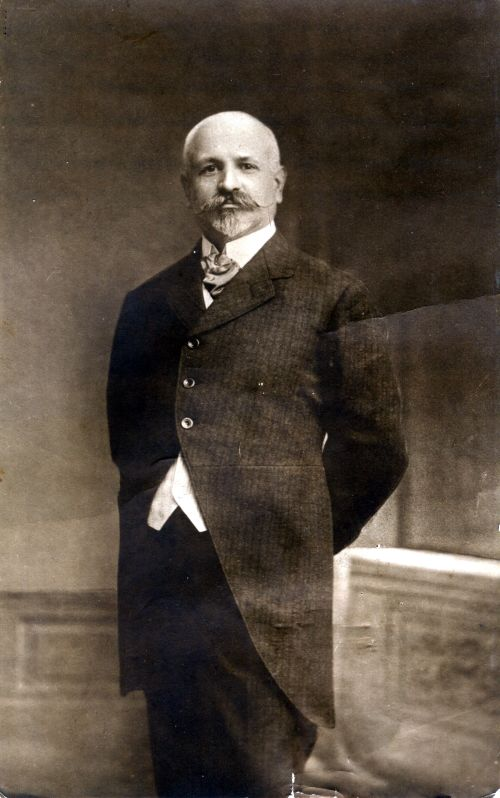
Retrat de Francesc Ferrer i Guàrdia (1859-1909), pedagog i lliurepensador cap de turc de la revolta

Des de principis del mes de juliol diverses entitats obreres van fer actes arreu de Catalunya en contra de la lleva, en contra del govern i fins i tot a favor de la independència marroquina.
Els embarcaments van començar el dia 11 sense gaire incidents, però quan el 18 de juliol fou embarcat a Barcelona el Batalló de Caçadors de Reus, format majoritàriament per joves catalans, es van produir incidents al port i una manifestació de protesta, que va rebre el suport del PSOE, del Partit Republicà Radical i del Centre Nacionalista Republicà. Una setmana després del primer embarcament arribaren notícies sobre la mort en combat d'uns 300 reservistes. El 21 de juliol Solidaridad Obrera va convocar un míting a Terrassa amb una proclama del periodista socialista
Antoni Fabra i Ribas, que convocava una vaga per al dia 26 de juliol. El 24 de juliol es va constituir el comitè de vaga compost per Fabra i Ribas (socialista), Francisco Miranda (cenetista); o José Rodríguez Romero i Miguel Villalobos Moreno. Cap d'ells era dirigent destacat del moviment obrer català.

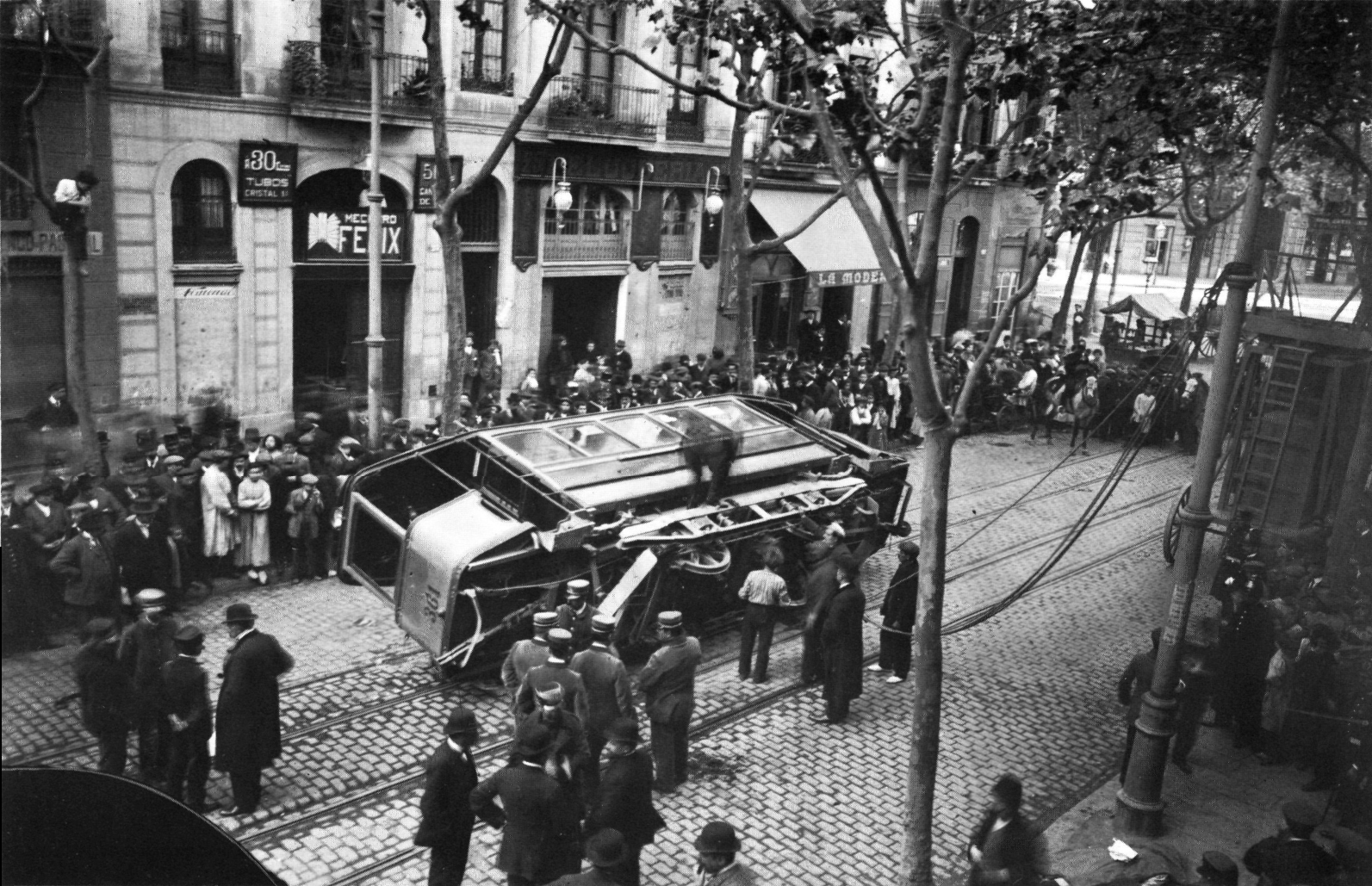
Tramvia bolcat

La vaga del dilluns 26 de juliol fou tot un èxit i es mantingué controlada pels convocants. S'hi implicaren altres dirigents de la Solidaritat Obrera, com ara Tomàs Herreros o Mariano Castellote Targa. Però cap al vespre començaren a sorgir els primers brots de violència al barri obrer del Poblenou, on la indignació popular es va focalitzar contra els tramvies (que pertanyien a l'empresa dirigida per Mariano de Foronda) i contra l'escola marista (que fou cremada e il beat François Benjamin May fu assesinat). Hi van haver 2 morts i 11 ferits greus. La reacció del ministre de Governació Juan de la Cierva fou declarar l'estat de guerra i la suspensió de les garanties constitucionals a tota la província de Barcelona, cosa que provocà la dimissió del governador civil Ángel Ossorio y Gallardo.
L'endemà els enfrontaments armats es van generalitzar arreu de Barcelona amb l'aixecament de més de 250 barricades. Al llarg dels dies 27 i 28 s'incendiaren molts edificis religiosos: convents, esglésies i escoles. Fins i tot es van profanar sepultures arribant a ballar al carrer amb els cadàvers a tall de sorna. Alguns dirigents radicals, van fer córrer llistes amb convents i institucions religioses per cremar.
Després d'aquests avalots pel centre de la ciutat, les forces de seguretat dispararen sobre els manifestants a la Rambla, cosa que va exacerbar encara més els ànims i s'arribà a una veritable insurrecció amb barricades als carrers, amb molts ferits i la proclamació de la llei marcial. Van ser assaltades les comissaries del Clot i del Poblenou, i al barri de Sant Andreu del Palomar hi va haver una veritable insurrecció de caràcter republicà dirigida per Josep Miquel i Baró.
El dijous 29 desembarcaren les primeres tropes que el govern havia enviat des de València. El restabliment de l'ordre va permetre l'obertura d'algunes botigues d'aliments per primer cop aquella setmana.
És destacable la negativa de les tropes de la guarnició barcelonina de disparar sobre els que consideraven els seus companys; fins al punt és així de rebre'ls amb crits de "Visca l'exèrcit! Fora la guerra!". Amb la falsedat de titular-la com a revolta separatista, quan era una revolta obrera, es reforçaren les tropes amb forces portades de València, Saragossa, Pamplona i Burgos, que finalment dominaren la situació. El dia 29 de juliol les tropes dels generals Santiago i Brandeis ocuparen el Poblenou, les Drassanes, el Clot i Sant Martí de Provençals, i el dia 30 Sant Andreu i el 31 Horta, darrer bastió dels revoltats.
El balanç deixà entre 110 i 115 morts, d'ells 3 religiosos, 104 civils, 4 o 8 policies i 4 membres de la Creu Roja, així com 441 ferits (124 militars i policies, 300 civils i 17 membres de la Creu Roja).

### El paper de les dones
La participació de les dones en els avalots de la setmana tràgica no van ser gratuïts, van influir moviments polítics contra el govern, l'enviament d'homes de classe obrera a la guerra del Marroc. Els de famílies benestants, podien pagar una quota per no anar a la guerra i les senyores benestants donaven medalles de protecció als soldats. Les mares i dones dels reclutats van sortir al carrer i varen envair el port per impedir que marxessin. El diari El Poble Català els va recomanar que es posessin llaços blancs per reforçar la protesta. La marxa dels homes a la guerra representava dur la família a la misèria perquè es quedaven sense el seu jornal, que tot i que era minso, era el que cobria escassament les despeses de la casa. La majoria de les dones i els infants dels barris obrers també treballaven a les fàbriques, però malgrat treballessin igual o més que els homes els sous eren molt inferiors. No és d'estranyar que algunes dones, fins i tot nenes menors d'edat, es dediquessin també a la prostitució per completar la paga que no rebien a les fàbriques. Un altre motiu era el fet que els convents que tenien nenes i dones acollides per pobresa i els que tenien nenes i dones acollides per redimir-les de la mala vida, tenien oficines d'ocupació i també tenien tallers on manufacturaven grans quantitats de gènere que feien produir amb fort rigor a les asilades, així com serveis de costura i bugaderes. Això representava una forta competència per a les dones treballadores i les que anaven a les fàbriques, i no els permetia tenir millores laborals. Tot això va provocar que els obrers i les obreres sortissin al carrer i es produïssin vagues, avalots, barricades i cremes de convents; van ser moltes les dones que van comandar piquets i ajudaren a formar barricades. Moltes de les dones van ser detingudes i jutjades, les més nomenades van ser una sèrie de prostitutes com Encarna Abellaneda "La Castiza", que va animar els seus companys a fer barricades al carrer Migdia; Josefa Prieto "La Bilbaina", que es va exiliar a França i s'incorporà al Comité de Defensa dels Espanyols Expatriats; Maria Llopis Berger "La quaranta cèntims", que fou jutjada i condemnada a mort (tot i que li varen commutar la pena per exili perpetu); Enriqueta Sabater "La Llarga", a la qual li feren un consell de guerra tot i que el fiscal retirà l'acusació; i Rosa Esteller "La Valenciana", del Poble Nou, que va construir una barricada al barri de sant Pere, va ser detinguda i jutjada en consell de guerra. Els reportatges sensacionalistes van culpar de la il·legalitat i actes descontrolats als estrangers, lladres, prostitutes i anarquistes, tot i que en realitat també varen participar dones obreres, i les afiliades al Partit Republicà Radical, anomenades "Damas Radicales" i "Damas Rojas".
Micaela Chalmeta va donar suport i participà en la Setmana Tràgica, liderant grups de dones que van assaltar botigues de menjar. Posteriorment també hi participà en la vaga general revolucionària de 1909.

## A altres poblacions
Tot i que els fets més transcendents de la Setmana Tràgica van succeir a Barcelona, també es van viure jornades de vaga i aldarulls en altres municipis amb una economia industrial. Entre aquests van destacar els fets de Sabadell, Granollers i Manresa perquè la revolta fou reeixida més ràpidament que a la capital i tot. Altres poblacions amb alguns esdeveniments violents foren Badalona, Mataró, Sant Feliu, Palamós, Palafrugell o Cassà, entre d'altres. En alguns llocs es va arribar a proclamar la república; i en molts d'ells es va produir un buit de poder que, sense líders clars de la revolució, fou omplert pels revoltats diversos o pels comitès de vaga locals, els quals actuaren segons el corrent ideològic que hi predominava. En tots ells, però, hi fou comú l'assalt als edificis religiosos. A partir de la proclamació de la vaga general la nit del 26 de juliol els vaguistes van procurar tallar les comunicacions aturant els trens i tallant línies de telègraf i de telèfon.
A Sabadell hi van morir dos funcionaris municipals i els revoltats arribaren a oferir obrers armats al Comitè de Barcelona. El dia 28 de juliol a Arbeca una massa de vilatans destrossaren les vies del tren de la línia de les Borges Blanques cap a Lleida i cremaren un tren. En el judici els defensaren els diputats Francesc Macià i Joan Moles, que n'aconseguiren la seva absolució. El mateix dia a Sant Vicenç de Castellet, una colla d'homes va cremar 29 vagons de tren i van tombar les línies del telègraf. També es produïren intents de cremar edificis religiosos a Badalona, Manresa, Sant Feliu de Guíxols, Granollers i Palamós.

## Les actituds polítiques

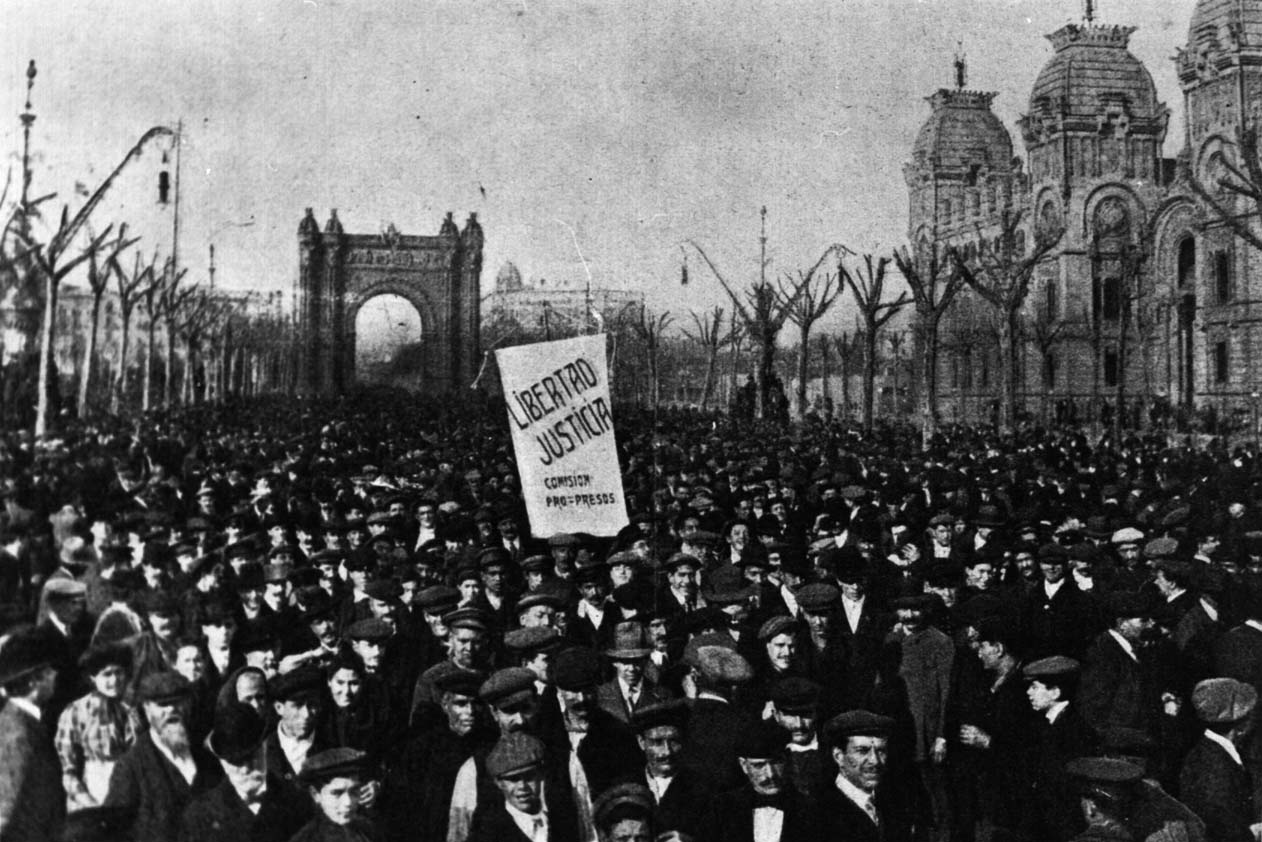
Manifestació a l'Arc de Triomf per a demanar la llibertat i justícia per als detinguts.

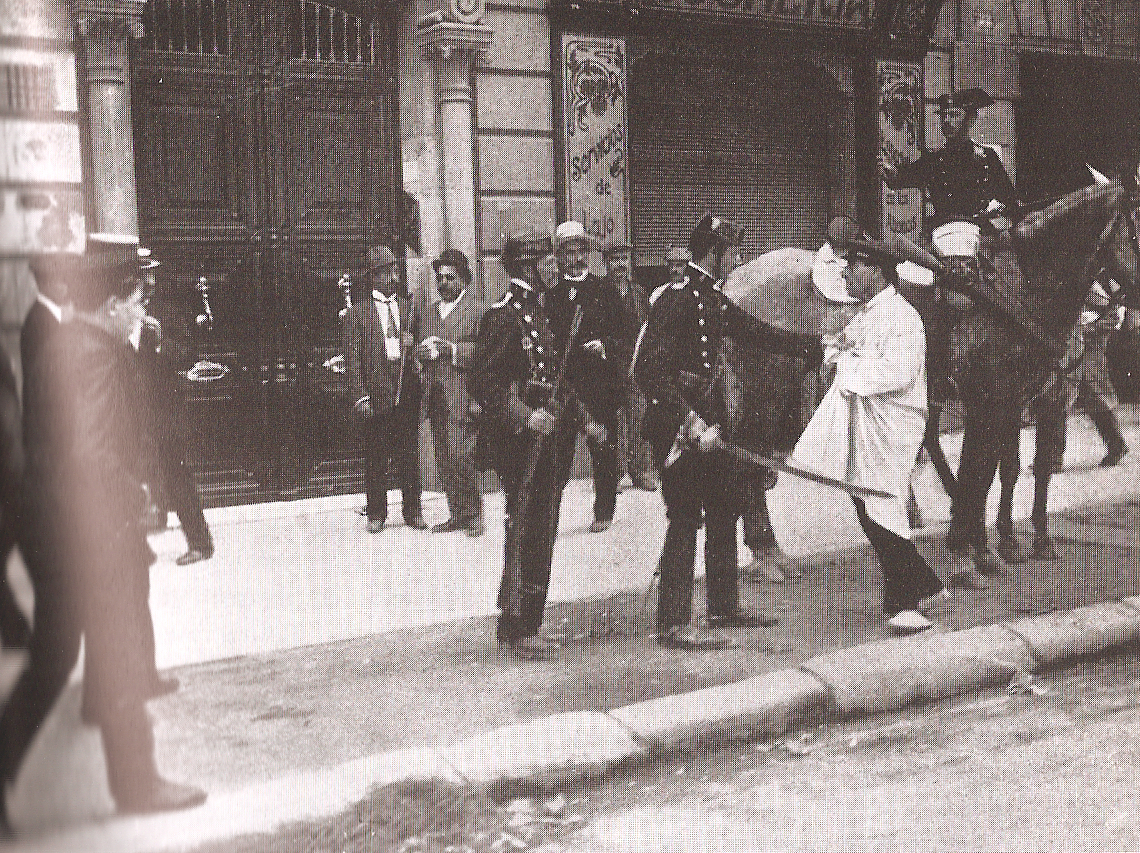
Sospitosos són envoltats per la Guàrdia Civil

El desenvolupament de la revolta va agafar per sorpresa tots els dirigents polítics catalans. El líder del Partit Radical, Alejandro Lerroux, demagog amb un fort discurs anticlerical, era exiliat a Buenos Aires. El dia 26 de juliol Francesc Ferrer i Guàrdia s'entrevistà amb el cap radical a Barcelona, Emiliano Iglesias Ambrosio, per tal de prendre la direcció de la revolta, però Iglesias donà consignes als membres del seu partit d'abstenir-se i Ferrer i Guàrdia tornà al seu mas a Montgat. Iglesias arribaria a l'extrem de prendre un purgant per tal de no acudir a les reunions amb els dirigents obrers. Per aquest motiu fou conegut com L'heroi de la purga.
Antoni Fabra Ribas, conscient de la feblesa del PSOE a Catalunya, s'entrevistà els dies 26 i 27 de juliol amb els dirigents catalanistes Antoni Rovira i Virgili, Laureà Miró i Trepat, Jaume Carner i Josep Llari i Areny, però no van voler donar suport als revoltats mentre no hi hagués altres aixecaments a la resta de l'Estat espanyol. Els diputats i senadors catalans es reuniren el dia 27 a casa de Josep Maria Vallès i Ribot, però la notícia de la crema de convents i la proclama del ministre de la Cierva provocaren que no s'arribés a cap acord.
Per altra banda, el fet que el ministre de la Cierva qualifiqués de separatista el moviment va provocar la inhibició vers la revolta dels diputats republicans al Congrés dels Diputats. Només Pablo Iglesias, cap del PSOE, considerava que una revolta d'aquelles característiques liderada per republicans i socialistes podia provocar la caiguda de la monarquia.

## La repressió

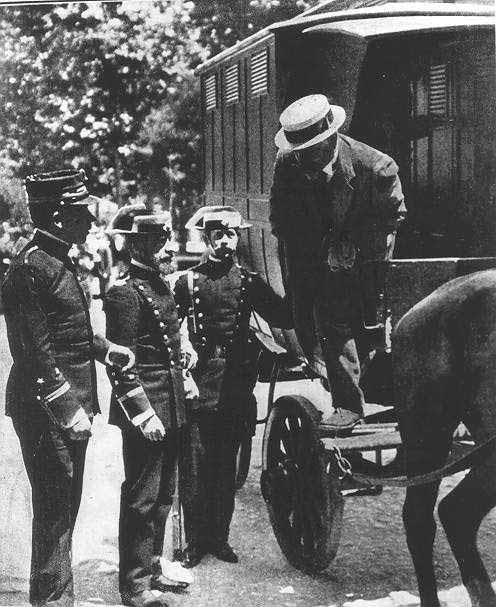
Detenció de Francesc Ferrer i Guàrdia per part de la Guàrdia Civil a Montjuïc

El govern de Maura i el nou governador civil, Evaristo Crespo Azorín van portar a terme una repressió duríssima i arbitrària. En total, entre juliol de 1909 i abril de 1910 foren detingudes 1.967 persones i 200 més foren expulsades a 300 kilòmetres de Barcelona. S'organitzà un procés militar contra 1.925 individus, d'ells 214 en contumàcia, dels quals 469 foren sobreseguts i 584 absolts. Es dictaren 17 penes de mort, de les quals 5 foren aplicades.
Certs sectors socials, àvids de revenja, van apuntar cap a l'escola laica com a incitadora de l'odi al sistema polític i religiós. Seguint l'acusació formulada en una carta que li dirigiren els prelats de Barcelona, va ser detingut Francesc Ferrer i Guàrdia, creador de l'Escola Moderna, a qui acusaren de ser l'instigador de la revolta. Malgrat les protestes internacionals, el 13 d'octubre va ser afusellat al castell de Montjuïc juntament amb quatre acusats més. Cap d'ells no havia estat dirigent destacat durant la revolta. A més a més, arreu de Catalunya també es van tancar totes les escoles laiques, també les anomenades "neutres", i diverses entitats titllades de lliurepensadores. El balanç final foren 80 edificis religiosos cremats, entre els quals, 33 escoles i 14 parròquies.
A causa d'aquests i altres fets, la ciutat de Barcelona va rebre el sobrenom de "la Rosa de Foc". Fou a l'agost de 1909 i per part del periodista hispano-uruguaià Antonio Loredo, en el diari La Protesta.

## Conseqüències polítiques
Els afusellaments ocasionaren un ampli rebuig cap a Maura a Espanya i a tot Europa. La resposta unànime de la premsa estrangera rebutjant les execucions posaren contra les cordes el règim espanyol, que veié com davant de les seves ambaixades es convocaven manifestacions, i fins i tot es produïren assalts. El rei Alfons XIII, alarmat per aquestes reaccions tant a l'exterior com a l'interior, va destituir el president conservador Maura i el va substituir pel liberal Segismundo Moret.
A Catalunya es va generar un debat sobre la tendència incendiària que repetidament es produïa a Barcelona des de la bullanga de 1835. L'escriptor Joan Maragall des de La Veu de Catalunya va fer també aquestes reflexions en una sèrie d'articles queixant-se dels extremismes a banda i banda. Ja el 4 d'agost es mostrava esperançat amb què no hi hagués execucions. Quan el 10 d'octubre es feu pública la sentència contra Ferrer i Guàrdia, Maragall va escriure'n un titulat «La ciutat del perdó», però l'article fou censurat per la Lliga Regionalista, propietària del mitjà de premsa. Aquesta decisió, i la reacció dels conservadors en general, va causar una protesta generalitzada contra aquest partit polític i contra Prat de la Riba. La Lliga va patir un sever càstig electoral del qual no es recuperaria fins al 1912.

## Derivacions
Amb el títol de La rosa di fuoco (La rosa de foc). La Barcellona di Picasso e Gaudí fou inaugurada el 2015 una exposició sobre Barcelona des de la darrera dècada del segle xix fins a la primera del segle xx al Palazzo dei Diamanti, de la ciutat italiana de Ferrara, comissariada per l'historiador de l'art Tomàs Llorens Serra i Boye Llorens, amb obres, entre d'altres, de Ramon Casas, Santiago Rusiñol i Prats, Adrià Gual, Joaquim Mir, Antoni Gaudí, Carles Mani, Hermen Anglada Camarasa, Isidre Nonell, Ricard Canals, Juli González i Picasso, i amb fotografies d'Adolf Mas.